# Yolande de Montferrat (1274-1317)
Pour les articles homonymes, voir Yolande de Montferrat.
Yolande de Montferrat, née en 1274 et morte en 1317 à Constantinople, également connue sous le nom Violante, puis d'impératrice Irène, est la seconde femme d'Andronic II Paléologue, souverain de Constantinople et l'Empire byzantin. Elle fut aussi l'héritière du margraviat de Montferrat.

## Biographie
Née à Casale, elle est la fille de Guillaume VII, marquis de Montferrat et sa seconde épouse Béatrice de Castille. Ses grands-parents maternels sont le roi Alphonse X de Castille et sa femme Violante d'Aragon. Yolande (variation de Violante) a hérité du prénom de sa grand-mère.
En 1284, Andronic II, veuf de son premier mariage avec Anne de Hongrie, épouse Yolande (qui prit le nom d'Irène, impératrice). Yolande peut faire valoir les droits de la dynastie des Montferrat sur le royaume de Thessalonique.
En 1305 à la mort de Jean Ier de Montferrat, dernier rejeton mâle de la dynastie des Alémane, souverain du marquisat de Montserrat, et frère de Yolande, celle-ci a alors l'opportunité de transmettre à ses enfants le droit d'hériter du titre. 
Le couple a eu quatre enfants ayant atteint l'âge adulte :
- Jean Paléologue (c. 1286-1308), despote
- Théodore Ier, marquis de Montferrat (1291-1338) qui hérite du titre à la mort de Jean Ier de Montferrat, frère de Yolande
- Démétrios Paléologue (d. Après 1343), despote, père d'Irène Paléologue mariée à Jean VI Cantacuzène.
- Simone Paléologue (1294-après 1336), qui épousa le roi de Serbie Stefan Milutin.

Yolande (Irène) quitte Constantinople en 1303 pour s'installer à Thessalonique. Elle y organise sa propre cour, contrôle ses propres finances et même la politique étrangère jusqu'à sa mort quatorze ans plus tard. L'historien Nicéphore Grégoras la dépeint comme une meneuse ambitieuse et arrogante.

## Source
- (en) Cet article est partiellement ou en totalité issu de l’article de Wikipédia en anglais intitulé « Irene of Montferrat » (voir la liste des auteurs).